# Amaga (geslacht)
Amaga is een geslacht van platwormen (Platyhelminthes) uit de familie Geoplanidae. De wormen zijn tweeslachtig. De soorten leven in of nabij zoet water.

## Soorten
Deze lijst van 12 stuks is mogelijk niet compleet.
- A. amagensis
- A. becki
- A. bogotensis
- A. buergeri
- A. bussoni
- A. contamanensis
- A. expatria
- A. libbieae
- A. olivacea
- A. ortizi
- A. righii
- A. ruca